# Marc Weller
Pour les articles homonymes, voir Weller.
Marc Weller, né le 27 octobre 1951 à Mutzig, est un footballeur français qui évolue au poste de gardien de but.

## Biographie
Formé à Angers où il débute en 1974, Weller signe la même année à Bastia où il devient rapidement titulaire. 
En 1977-1978, il participe à la glorieuse campagne européenne des Bastiais qui atteignent cette année-là la finale de la Coupe UEFA face au PSV Eindhoven (0-0, 0-3). On se souvient en particulier de sa performance exceptionnelle face au Torino lors du match retour remporté par les Corses 3-2 au Stadio Comunale. Il est cependant délogé de la cage bastiaise quelques mois plus tard par un phénomène de vingt ans nommé Pierrick Hiard et n'entrera plus en jeu que sur blessure de celui-ci lors de la finale retour, à quinze minutes de la fin.
Barré de manière durable par Hiard, Weller quitte Bastia pour Toulouse, alors en Division 2, puis part pour le Stade Quimperois où il termine sa carrière professionnelle.

## Carrière
- 1970-1974 :  SCO Angers
- 1974-1979 :  SC Bastia
- 1979-1983 :  Toulouse FC
- 1983-1984 :  Quimper CFC[1]

## Palmarès
- Finaliste de la Coupe UEFA 1977-1978 avec le SC Bastia
- Champion de d2 (1981-1982) avec le Toulouse Football club